# Автошлях Т 1709
Автошля́х Т 1709 вилучений з територіальних, переведений в обласні та має новий індекс - "О1717361"( https://www.openstreetmap.org/relation/1789973 [Архівовано 16 жовтня 2021 у Wayback Machine.]) — автомобільний шлях територіального значення у Полтавській області. Проходить територією Хорольського та Оржицького районів через Хорол — Оржицю. Загальна довжина — 43.0 км.

## Маршрут
Автошлях проходить через такі населені пункти:
| Автошлях Т 1709    |                    |
| Полтавська область |                    |
| Хорольський район  |                    |
| Хорол              | E40М03Т 1715Т 1716 |
| Коломійцеве Озеро  | Т 1737             |
| Григорівка         |                    |
| Хильківка          |                    |
| Хоменки            |                    |
| Мусіївка           |                    |
| Оржицький район    |                    |
| Нижній Іржавець    |                    |
| Оржиця             | Т 1722Т 2417       |